# Dylan Dog: Dead of Night

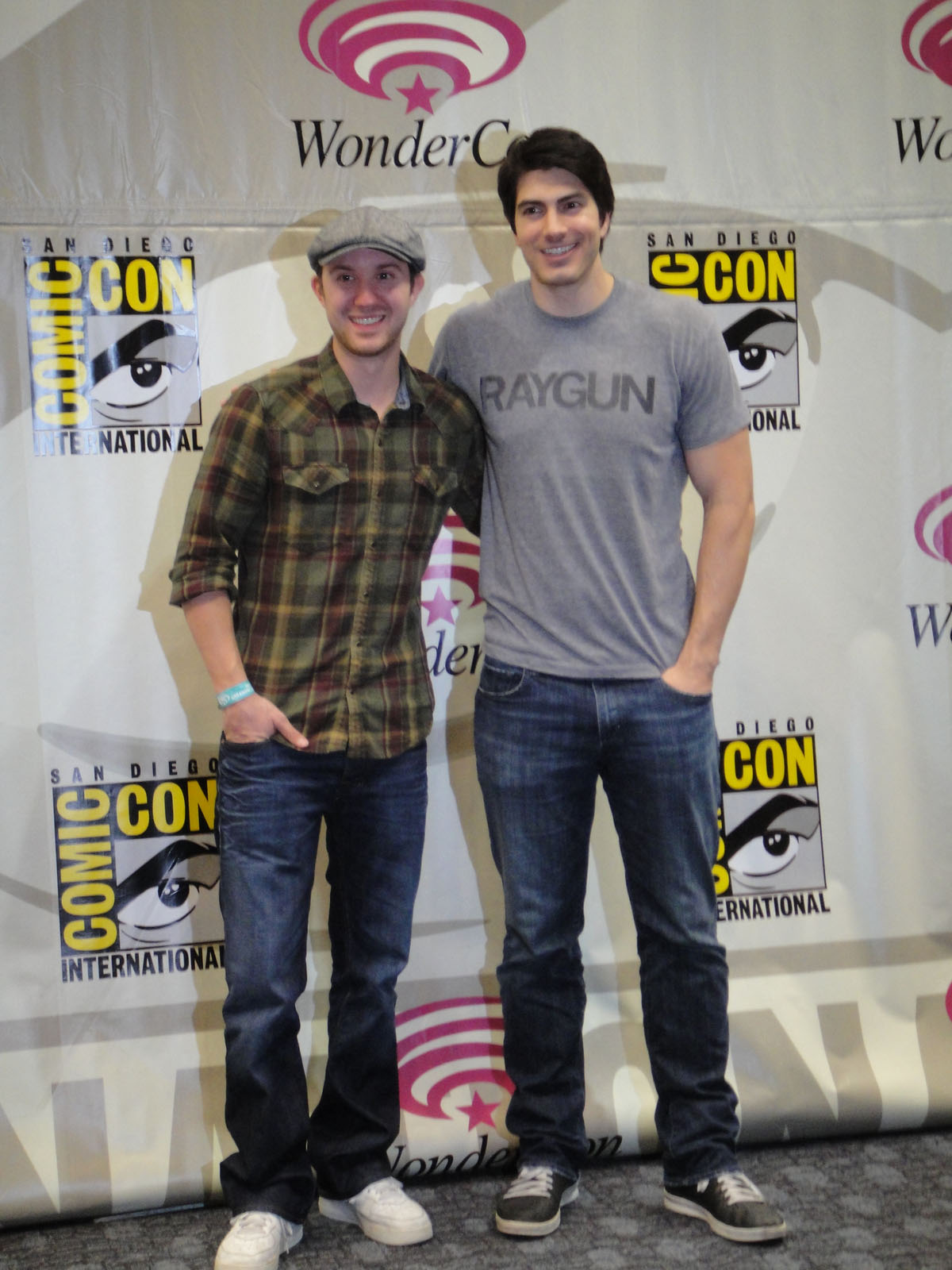
Sam Huntington y Brandon Routh de "Dylan Dog: Dead of Night" en la WonderCon 2011

Dylan Dog: Dead of Night (conocido en España como Dylan Dog: Los muertos de la noche) es una película de acción y terror estadounidense basada en el cómic italiano Dylan Dog, protagonizada por Brandon Routh como el detective del mismo nombre. La película fue lanzada el 16 de marzo de 2011 en Italia, y el 20 de abril en los Estados Unidos.

## Trama
En Nueva Orleans, Dylan Dog (Brandon Routh) es un detective cuya especialidad son los casos paranormales. Ahora, debe lidiar con vampiros, lobos, zombis y un guardián del Infierno, todo debido al caso de una cliente (Anita Briem). Con la ayuda de Marcus Adams (Sam Huntington), su ayudante no-muerto, tendrá que perseverar por el bien de la Tierra.

## Elenco
- Brandon Routh como Dylan Dog.
- Sam Huntington como Marcus Adams.
- Anita Briem como Elizabeth Ryan.
- Peter Stormare como Gabriel.
- Taye Diggs como Vargas.
- Kurt Angle como Wolfgang.
- Brian Steele como Zombie Tatuado, Belial.
- Courtney J. Clark como All.
- Courtney Shay Young como Vampiro.

## Producción
La película fue producida por las compañías de cine independiente Long Distance Films, Prana Studios, Platinum Studios y Hyde Park Films, y dirigida por Kevin Munroe. Está protagonizada por Brandon Routh, Sam Huntington, Anita Briem, Peter Stormare, Kurt Angle y Taye Diggs. Fue la segunda vez que Brandon Routh y Sam Huntington coprotagonizaron una película juntos, tras Superman Returns. La película está basada en el cómic Dylan Dog creado por Tiziano Sclavi y publicado por Sergio Bonelli Editore.

## Lanzamiento
La película fue programada para lanzarse en los Estados Unidos y Canadá el 29 de abril de 2011.
La película fue programada para ser lanzada en Italia el 16 de marzo de 2011. El estreno mundial fue mostrado el 15 de marzo.